# Michael Benarik
Michael Benarik – australijski zapaśnik walczący w stylu wolnym. Srebrny medalista igrzysk Imperium Brytyjskiego i Wspólnoty Brytyjskiej w 1962 i brązowy w 1966 roku.